# Rollator

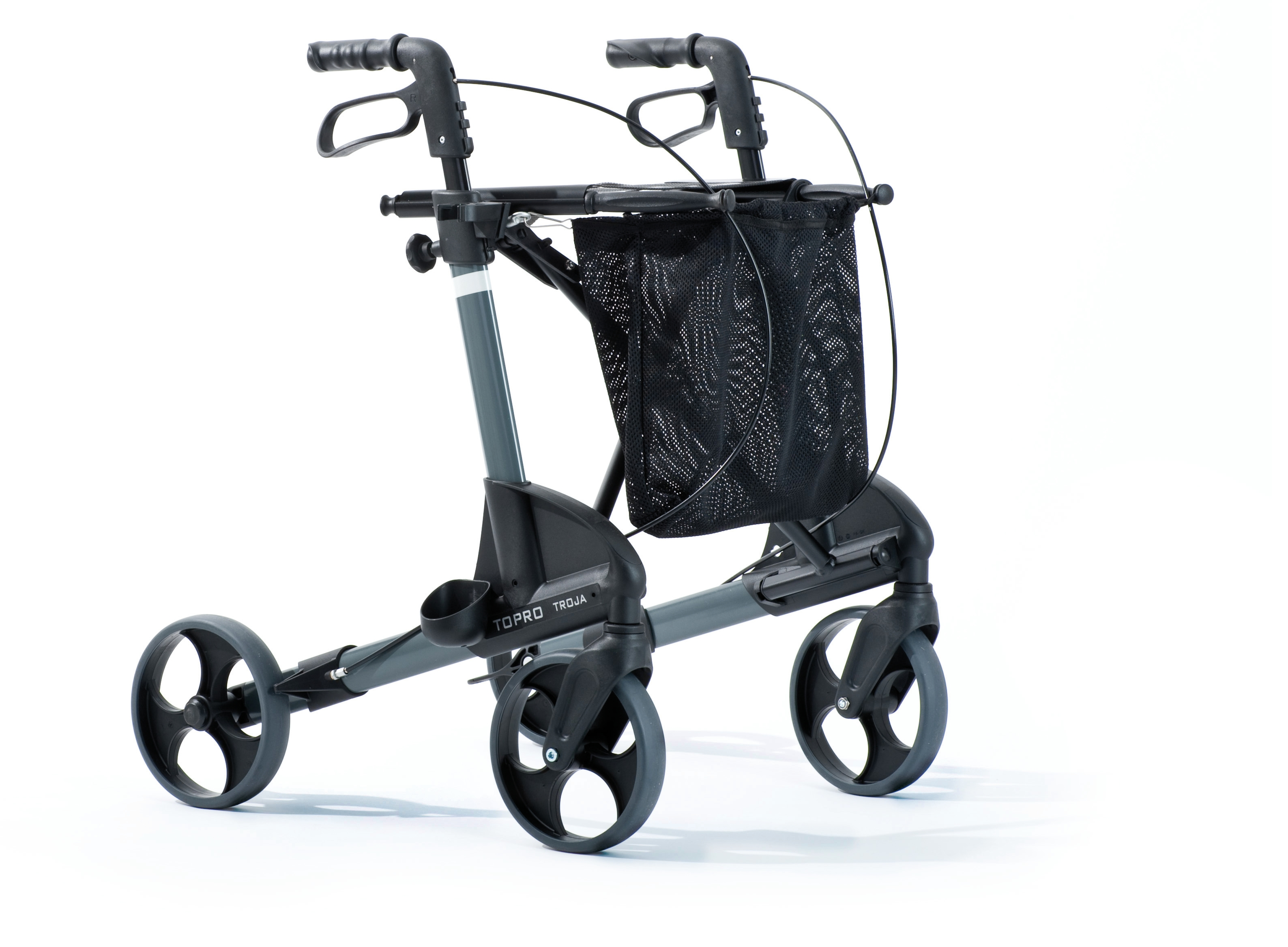
Moderne rollator

Een rollator is een hulpmiddel bij het lopen voor ouderen en mensen die vanwege een lichamelijke beperking slecht ter been zijn. De rollator biedt steun, waardoor de gebruiker minder gauw valt.
De rollator werd in 1978 uitgevonden door de Zweedse Aina Wifalk, die zelf door polio gehandicapt was. Via het Zweedse Ontwikkelingsfonds kwam ze in contact met een bedrijf dat een prototype maakte. In 1987 werd de rollator in Nederland geïntroduceerd. De naam is (waarschijnlijk) een hip neologisme; -ator is een typisch Latijnse uitgang, maar rollare is geen bestaand Latijns werkwoord. 
Een rollator is meestal gebouwd van een lichtgewicht stalen buizenframe met vier (soms drie) wieltjes met rubberen bandjes. Er zijn twee handgrepen met remmen die kunnen worden vastgezet. Een rollator is meestal voorzien van een boodschappenmandje en een zitting waarop de gebruiker kan uitrusten of waarop een dienblad gemonteerd kan worden. Er bestaan zelfs rollators die eveneens als rolstoel kunnen worden gebruikt. Dit zijn voordelen die wandelstokken en krukken niet hebben. Rollators zijn ook opvouwbaar. Bij de klassieke modellen zijn steeds twee handen nodig voor het op- en uitvouwen van de rollator. Maar ondertussen zijn er al verschillende modellen waar men met één hand de rollator kan opvouwen en dat hij dicht blijft met behulp van een haakje.
De rollator vervangt steeds vaker het looprek dat al langer bestond. Een looprek behoudt echter een eigen functie, want voor mensen die door hun aandoening de neiging hebben om het loophulpmiddel voor zich uit te duwen, is een rollator soms geen bruikbare optie. Verder komen ook steeds vaker 2-in-1 oplossingen, waar bijvoorbeeld een rollator en rolstoel gecombineerd worden in één product.

## Aanschaf (Nederland)
Een rollator kan via de huisarts worden aangevraagd maar ook zelfstandig op eigen kosten aangeschaft worden. Voor aanschaf kan men terecht bij de thuiszorgwinkel of op internet bij een van de vele leveranciers. Er zijn verschillende rollators voor gebruik binnenshuis en voor buiten. Om een goede bloedcirculatie te bevorderen dient de hoogte juist afgesteld te worden. Vanaf 2013 is in Nederland de rollator niet meer opgenomen in het basispakket van de zorgverzekering.
Uitzondering hierop is in het geval de client aan de ziekte van Parkinson lijdt.
Voor mensen die voor het eerst een rollator willen gaan kopen is een waarschuwing op zijn plaats. Op internet staan allerlei rollators te koop. Rollators in allerlei kleurtjes, met allerlei designs, en natuurlijk ook in allerlei prijsklassen. Maar vergeet niet om ook aan functionaliteiten te denken. Een van de belangrijkste vragen is WAAROM iemand een rollator nodig denkt te hebben. Dat kan per persoon verschillend zijn. Iemand waarbij de evenwichtsorganen wat minder goed beginnen te werken en die het een veilig idee vindt om met twee handen iets vast te houden kan met ongeveer elke rollator uit de voeten. Maar iemand die bijvoorbeeld door de ziekte osteoporose een serie wervelbreuken heeft opgelopen moet er rekening mee houden dat hij/zij op de rollator zal gaan leunen. En leunen op een rollator met massieve rubber bandjes levert buiten constant schokjes op die bijvoorbeeld pijnlijke ellebogen op kunnen leveren. Zo iemand kan uitwijken naar met lucht gevulde bandjes of bandjes die gevuld zijn met schokabsorberend materiaal.

## Galerij

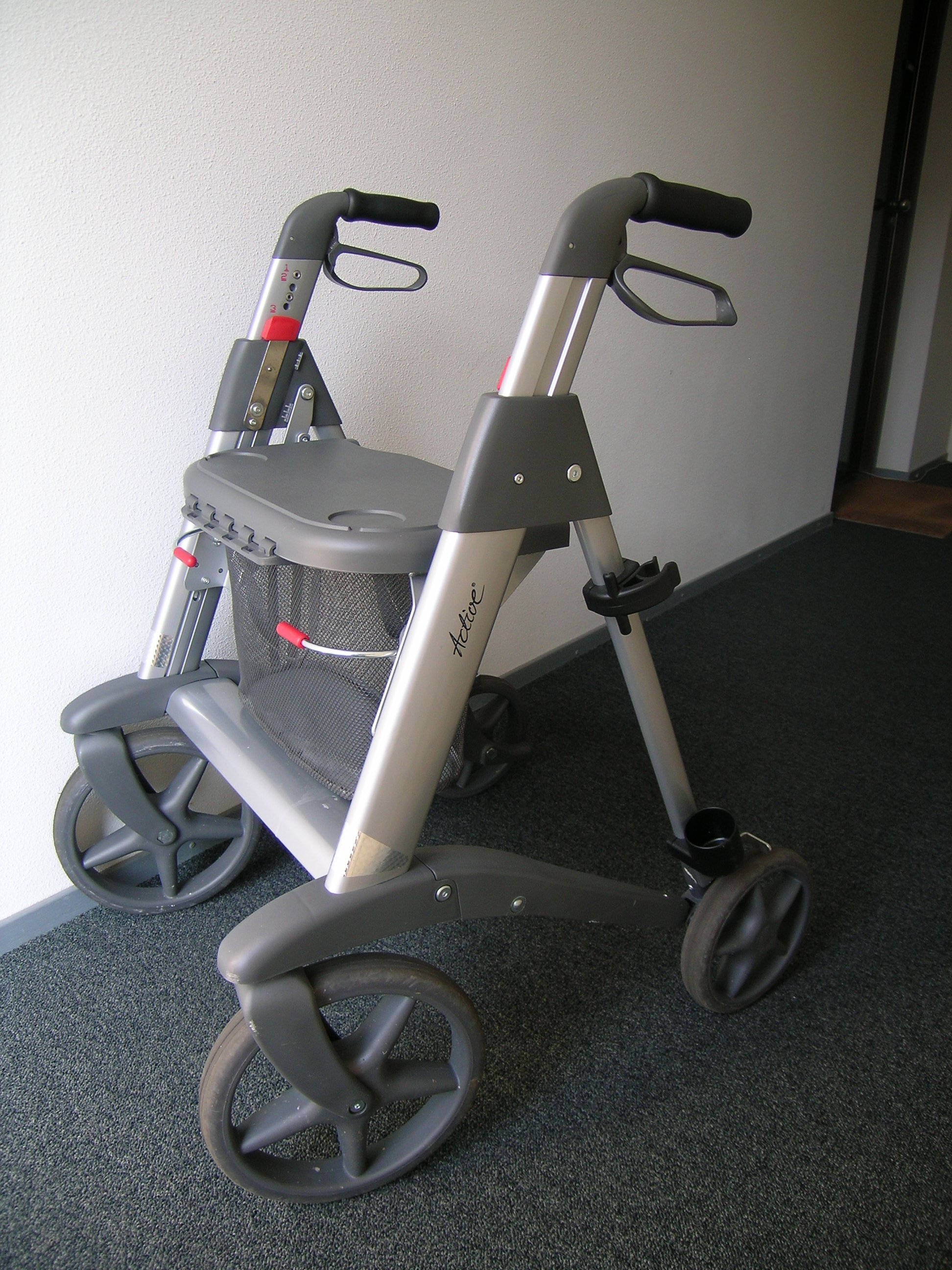
Kunststof rollator
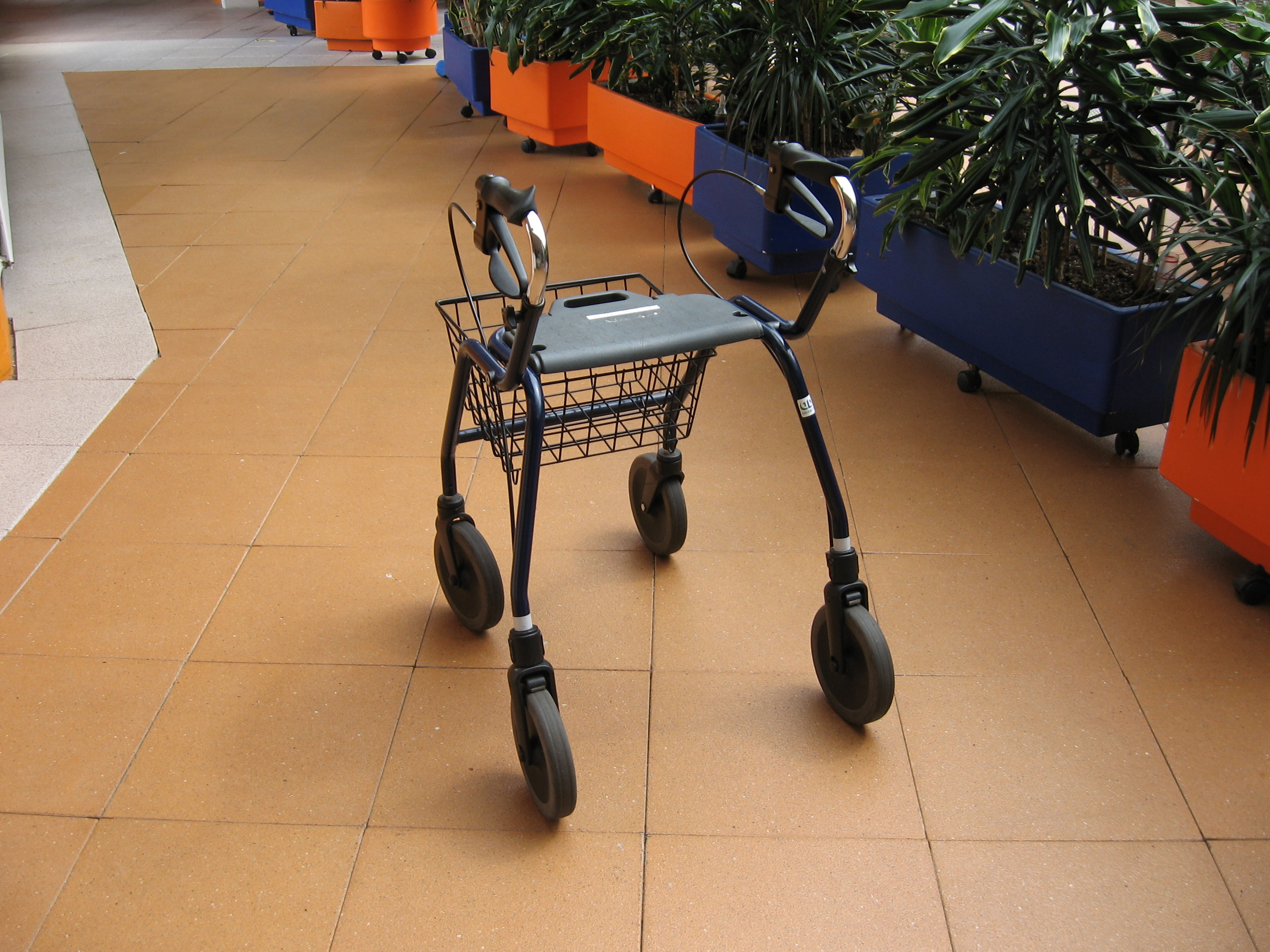
Rollator
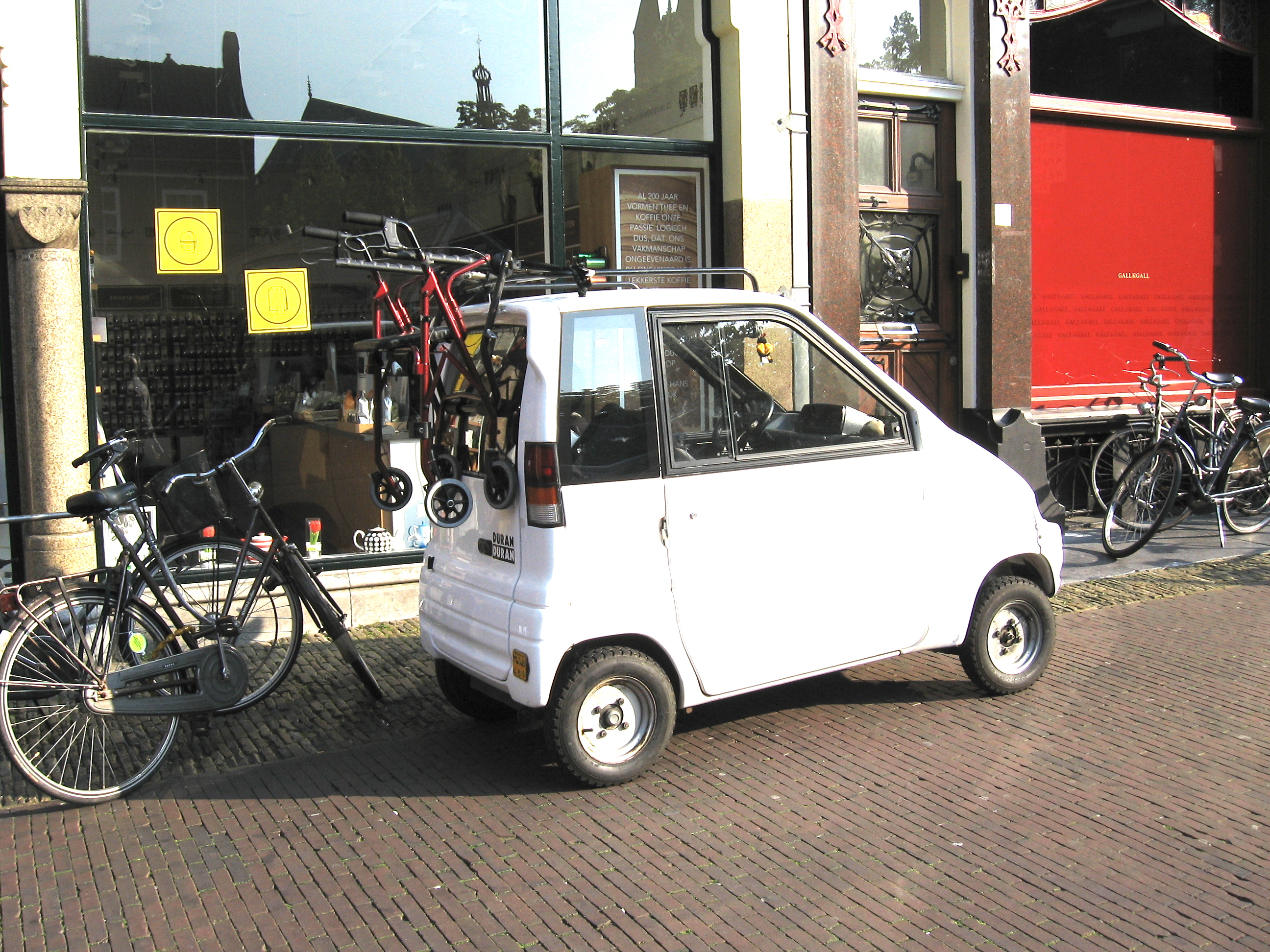
Een rollator als reserve
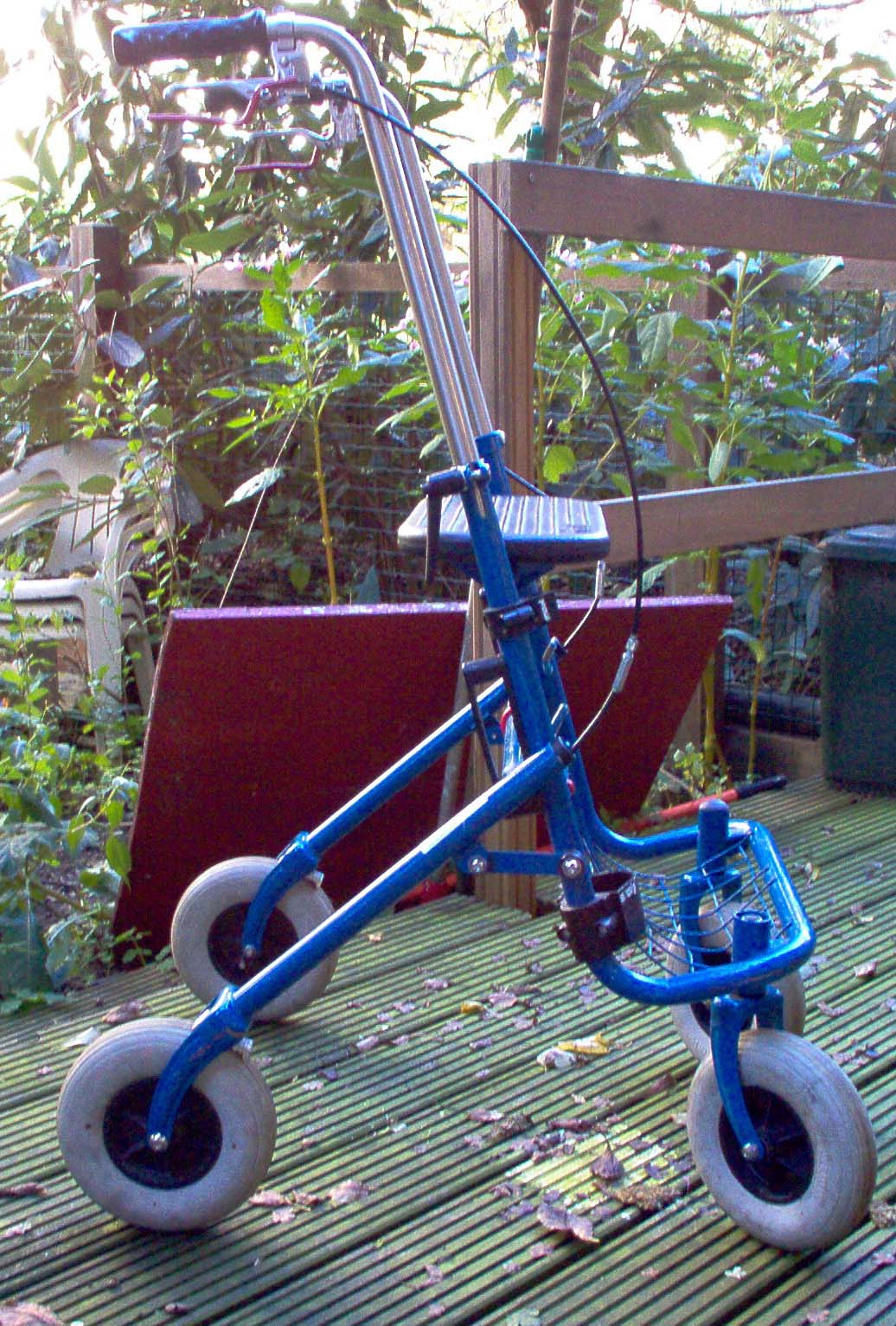
Rollator uit 1990
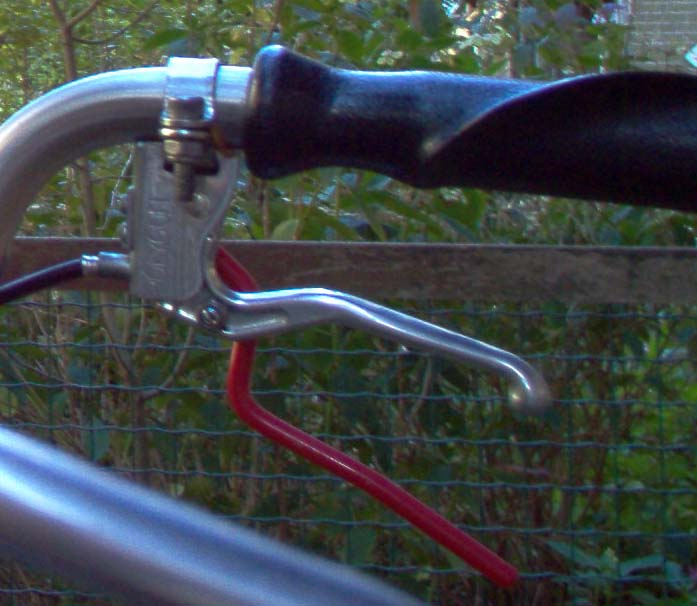
Handrem
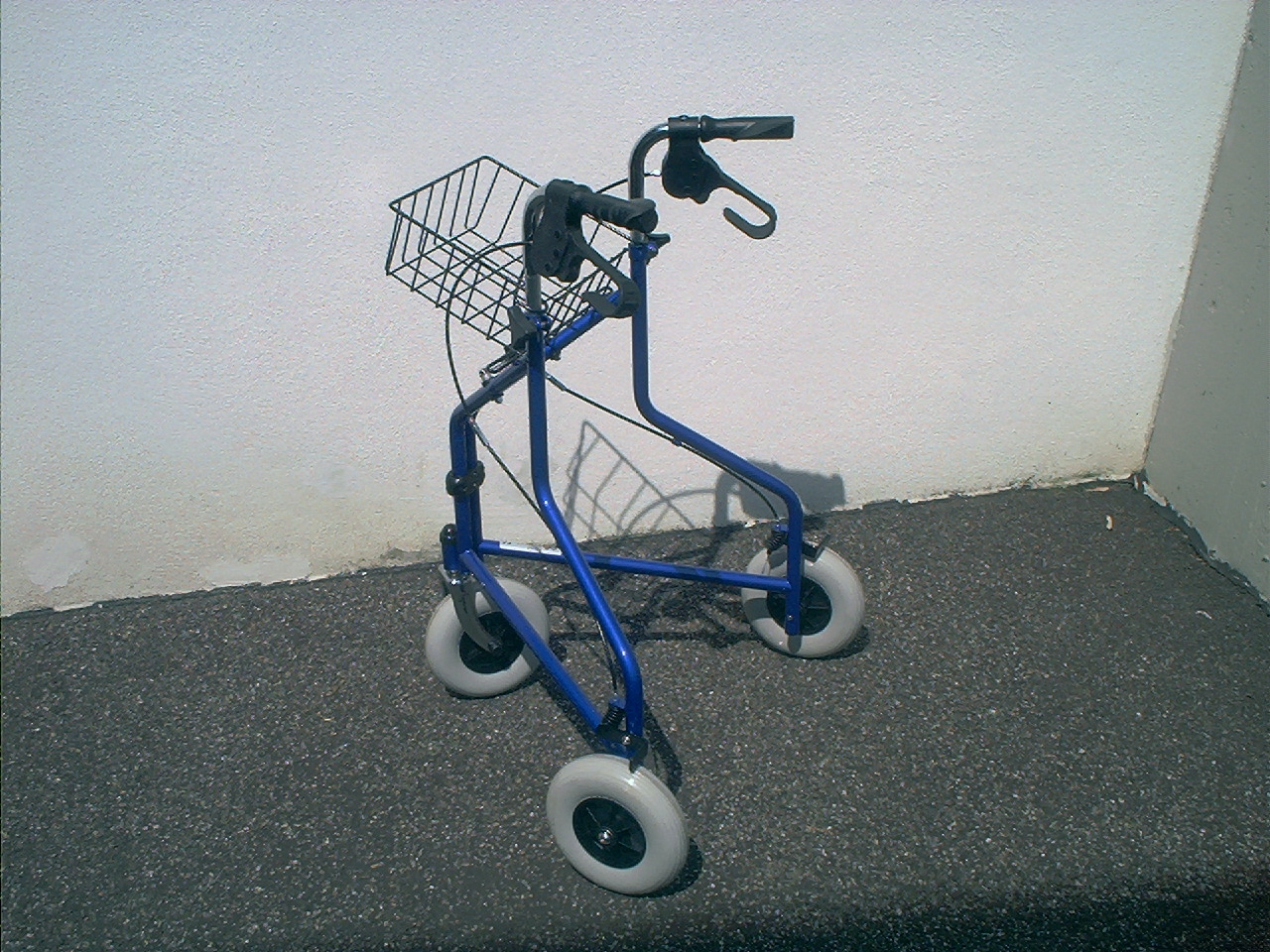
Driewieler
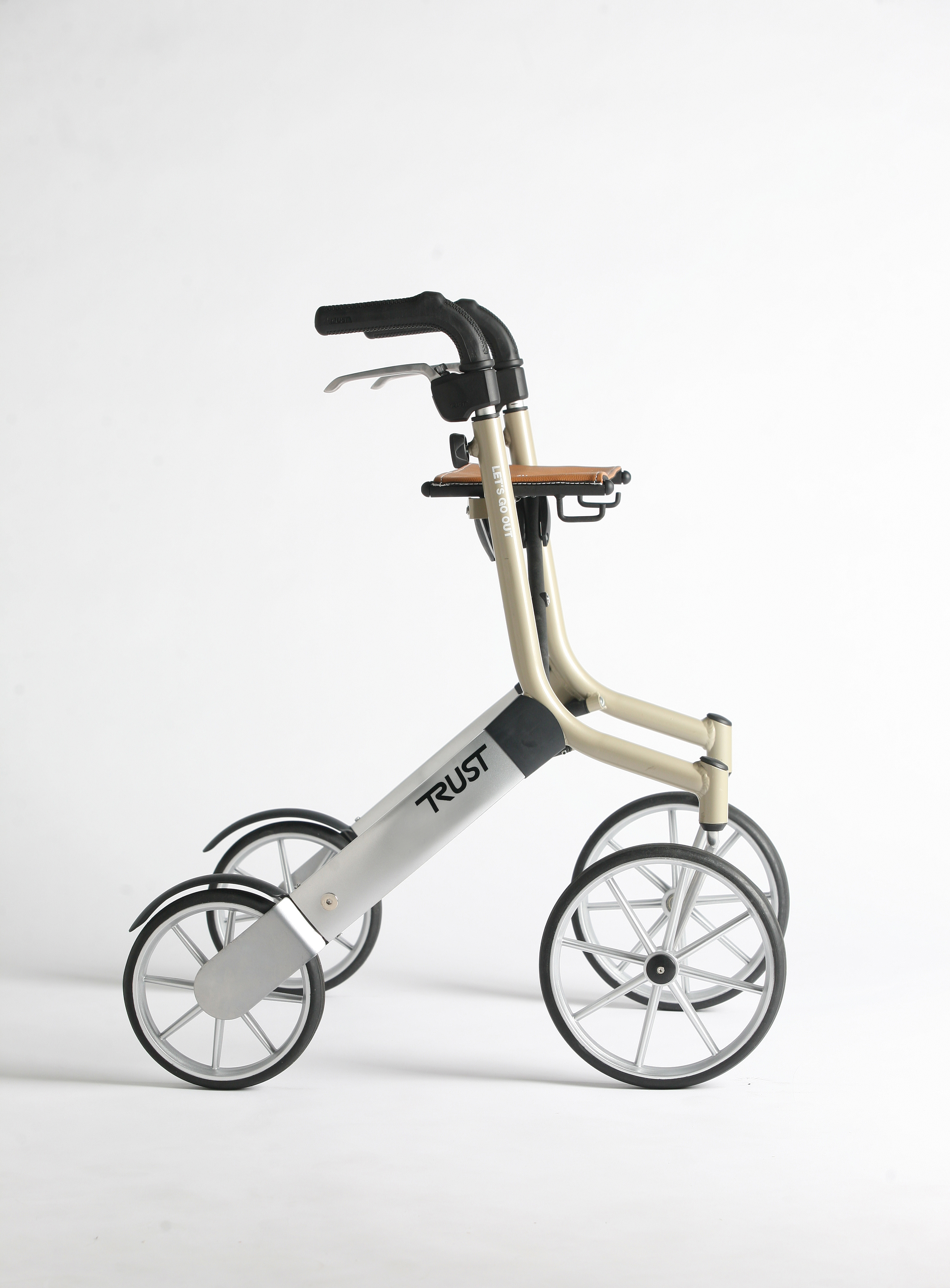
Design rollator let's go out Trustcare
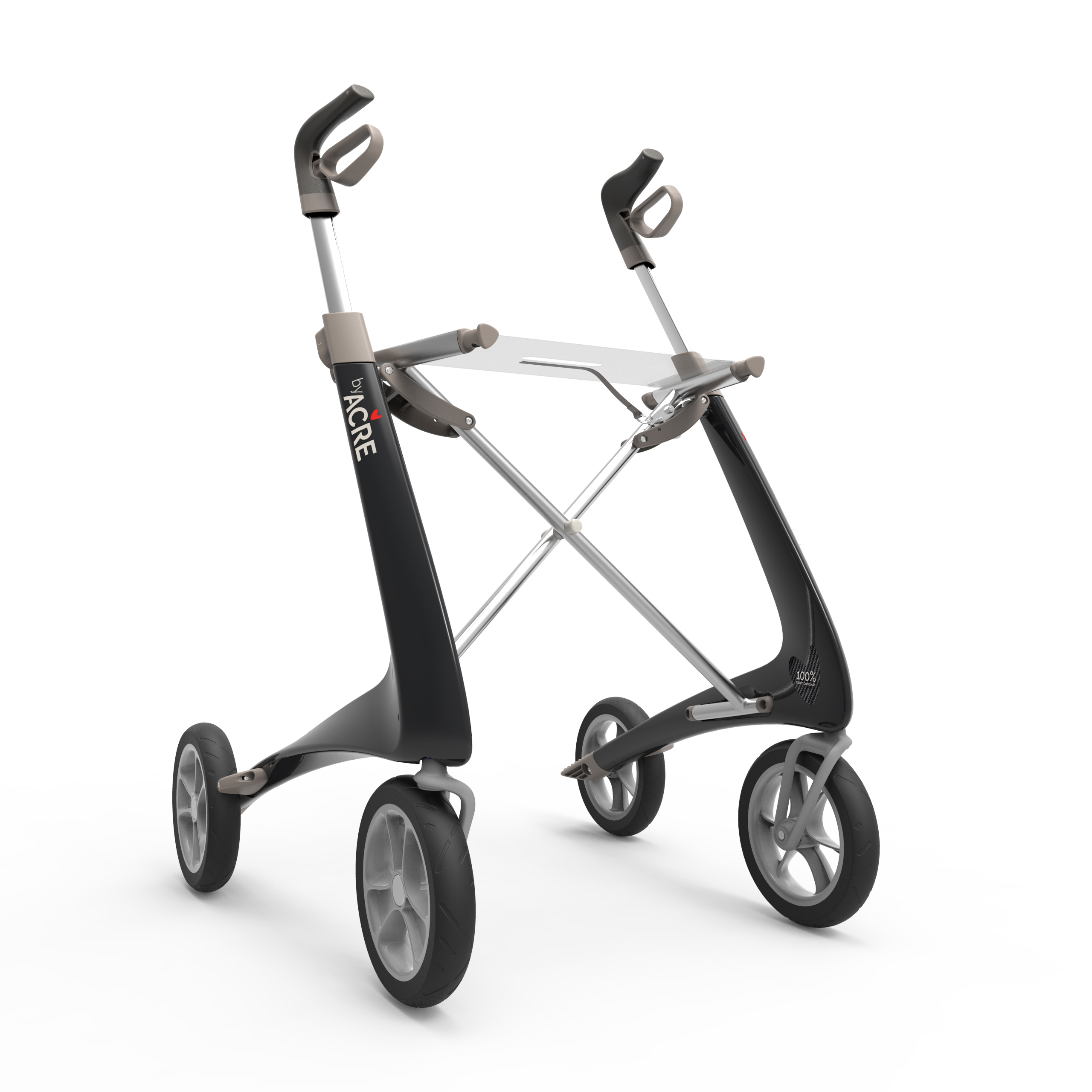
Carbon Rollator
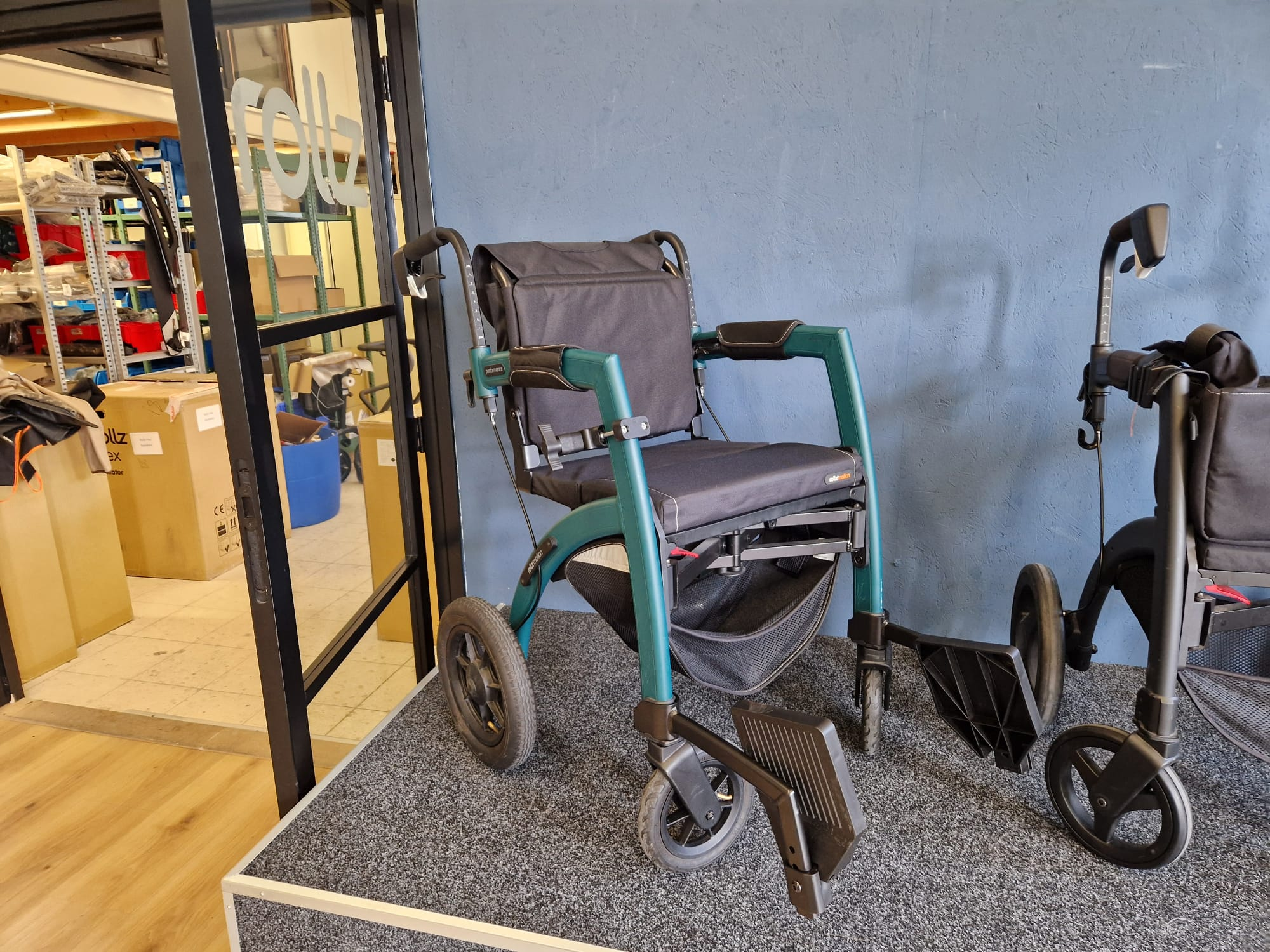
Jong en oud doen mee aan Rollator race in Almkerk
- 2 in 1 rollator en rolstoel